# Талант (футбольный клуб)
«Талант» — кыргызский футбольный клуб, представляющий село Беш-Кюнгёй. Был основан в 2020 году. С сезона 2022 выступает в Кыргызской Премьер-лиге.

## История
Клуб был основан в 2020 году двоюродными братьями Азатом и Дамиром Касымбековыми на базе Детско-юношеской спортивной школы Чуйской области.
Свой путь команда начала с выступления в Национальной лиге в сезоне 2020. При этом изначально клуб назывался «Талант ДЮСШ ИВС». Первый официальный матч в истории клуба был сыгран 9 сентября 2020 года в гостях против дубля «Абдыш-Аты» в рамках первого тура Национальной лиги в зоне А2. Матч закончился поражением «Таланта» со счетом 0:1. Первую победу команда одержала 27 сентября против «Чолпон-Аты» в 4 туре. Забитыми голами тогда отметились: Жаныбек уулу Жанарбек, (дважды), Джумабеков Сулейман (дважды), Токтожумаев Таалай и Ахматов Ануар. Сезон 2020 Национальной лиги проходил в укороченном формате в связи с ограничениями, связанных с пандемией COVID-19. В итоге команда сыграла лишь 8 матчей, по результатам которых заняла 3 место в своей группе и не смогла пробиться в финальную часть турнира.
К следующему сезону «Талант» начал подготовку в активном режиме. В предсезонном турнире «Кубок Ала-Тоо» команда дошла до полуфинала, где проиграли «Нефтчи» 2:4, а в матче за третье место уступили «Алге» 1:3. Сезон 2021 Национальной лиги клуб провел в зоне А1. По итогам сезона «Талант» набрал 30 очков в 15 матчах и финишировала в своей группе на втором месте, пропустив в финальную часть турнира «Наше».
29 мая 2021 года дебютировали в Кубке Кыргызстана в 1/8 финала, разгромно уступив кантской «Абдыш-Ате» со счетом 0:7.
Перед началом футбольного сезона 2022 было объявлено о принятии «Таланта» в Кыргызскую Премьер-лигу. Первый матч в высшем дивизионе клуб сыграл 6 марта в гостях против «Алги», уступив со счетом 1:0. Во втором туре «Талант» сыграл вничью 1:1 с действующими чемпионами «Дордоем». Первый мяч команды в Премьер-лиге тогда забил Джумабеков Сулейман. Первую победу одержали 23 мая над «Кара-Балтой» со счетом 4:1. По ходу сезона дважды сыграв вничью и один раз обыграв «Дордой», «Талант» заработал репутацию неприступной и крепкой команды. Тем не менее, сезон команда завершила на предпоследнем месте, набрав 21 очко в 27 матчах. В Кубке Кыргызстана в том году «Талант» в 1/8 финала уступила в серии пенальти столичной «Алге».

## Текущий состав
По состоянию на 1 апреля 2023
| Номер | Игрок                       | Страна           | Позиция      |
| 55    | Принц Коблах                | Флаг Ганы        | Вратарь      |
| 99    | Нурсултан Турдубеков        | Флаг Кыргызстана | Вратарь      |
| 3     | Захриддин Абдилажонов       | Флаг Кыргызстана | Защитник     |
| 5     | Яхьехон Маруфхуджаев        | Флаг Узбекистана | Защитник     |
| 8     | Арлен Бексулов              | Флаг Кыргызстана | Защитник     |
| 9     | Ануар Ахматов               | Флаг Кыргызстана | Защитник     |
| 12    | Рамазан Сейитказиев         | Флаг Кыргызстана | Защитник     |
| 13    | Канат Акматов               | Флаг Кыргызстана | Защитник     |
| 96    | Айдар Мамбеталиев           | Флаг Кыргызстана | Защитник     |
| 6     | Адилет Калысбеков           | Флаг Кыргызстана | Полузащитник |
| 10    | Жазыбай Абдукаимов          | Флаг Кыргызстана | Полузащитник |
| 11    | Антон Полев                 | Флаг России      | Полузащитник |
| 17    | Семетей Данияров            | Флаг Кыргызстана | Полузащитник |
| 19    | Нурсултан Токтоналиев       | Флаг Кыргызстана | Полузащитник |
| 21    | Азимбек Алымбеков           | Флаг Кыргызстана | Полузащитник |
| 29    | Мидин Керезбеков            | Флаг Кыргызстана | Полузащитник |
| 24    | Эдиль Осмонов               | Флаг Кыргызстана | Полузащитник |
| 37    | Баястан Талантбеков         | Флаг Кыргызстана | Полузащитник |
| 77    | Бактияр Келдибеков          | Флаг Кыргызстана | Нападающий   |
| 7     | Сулейман Джумабеков         | Флаг Кыргызстана | Нападающий   |
| 23    | Махаммадкодир Рахимберганов | Флаг Узбекистана | Нападающий   |
| 22    | Илимбек Иманбердиев         | Флаг Кыргызстана | Нападающий   |

## Тренерский штаб
С момента основания клуба, главным тренером был Тариэл Абдукаимов, который до этого уже тренировал ДЮСШ, на базе которого и был основан «Талант». Его ассистентом, а в первые года клуба по совместительству ещё и игроком основы, был Урмат Абдукаимов. Он же и сменил Тариеля Абдукаимова на посту главного тренера в декабре 2022.

## Стадион
«Талант» принимала свои домашние игры на различных полях Канта вплоть до середины 2022 года. В мае 2022 года клуб объявил об открытии своего стадиона «Беш-Кунгой» в одноимённом селе, где с того момента и проходят домашние матчи.